# Жут
Жут (хорв. Žut) — необитаемый остров в хорватской части Адриатического моря, в центральной Далмации. Площадь острова — 14,83 км², длина береговой линии — 44,058 км. По площади остров занимает второе место в архипелаге Корнаты и 28-е место среди всех островов Хорватии.
Согласно измерениям, произведённым в 2003 году, Жут является самым большим необитаемым островом Хорватии — его площадь почти на 2 км² больше, чем у острова Првич, который ранее носил этот титул.
Расположен между островами Пашман и Корнат. Береговая линия острова сильно изрезана, остров имеет большое количество заливов — Хиляча, Сарушчица, Бизиковица, Пинизел, Бодовац и другие. Высшей точкой острова является гора Губовац высотой 155 метров над уровнем моря.
На острове нет постоянного населения и бо́льшая часть его заросла маквисом, однако, растут и оливки, инжир, виноград.
Несмотря на то, что остров необитаем, на нём есть стоянка яхт, обслуживаемая ACI Club, которая открыта с марта по октябрь.